# 罗利·克赖顿
罗利·克赖顿（英語：Roly Crichton，？—），新西兰男子游泳运动员。他曾代表新西兰参加1984年和1988年夏季残疾人奥林匹克运动会游泳比赛，获得一枚金牌、三枚银牌和二枚铜牌。